# شهلا میربختیار
شهلا میربختیار (زادهٔ ۱۳۳۱، تهران) بازیگر تئاتر، سینما، و تلویزیون، و کارگردان تئاتر، نمایشنامه‌نویس و مدرس بازیگری و کارگردانی است. تبار او از چهارمحال و بختیاری است و دارای لیسانس تئاتر است.
شهلا میربختیار فارغ‌التحصیل رشتهٔ تئاتر از دانشکده هنرهای زیبای دانشگاه تهران است و فعالیت هنری را با بازی در تئاتر آغاز کرد. وی بازی در سینما را از سال ۱۳۶۲  با فیلم «هیولای درون» به کارگردانی خسرو سینایی آغاز کرد.
همسر وی جمشید ملک‌پور کارگردان تئاتر است.
میربختیار در سال ۱۳۷۰ ایران را ترک کرد اما در خارج از ایران همچنان به فعالیت‌های هنری‌اش ادامه داد.

## آثار و فعالیت‌ها

### تئاتر
تئاتر (در ایران)
- «آنتیگونه»، به کارگردانی علی رفیعی
- «ادیپوس شهریار»، به کارگردانی جمشید ملک‌پور
- «آهای اونوری‌ها»، به کارگردانی جمشید ملک‌پور
- «مکبث»، به کارگردانی جمشید ملک‌پور
- «حکم دادگاه»، به کارگردانی شهلا میربختیار
- «پرده‌برداری»، به کارگردانی شهلا میربختیار
- «افسانهٔ اندوهی دلخراش»[۲]
- «چراغ گاز»
- «چگونه یاران فراموش کردند»
- «عشق»
- و…

تئاتر (در خارج ایران)
- «آنتیگونه»، به کارگردانی شهلا میربختیار و جمشید ملک‌پور
- «اشکهای بودا»[۳]
- «روح نیلوفر آبی»
- «خاکسترهای کانبرا»
- «شکوه علفزار»[۲]

### سینما
- راز کوکب (۱۳۶۸)
- باد سرخ (۱۳۶۷)
- سلام سرزمین من (۱۳۶۷)
- سایه‌های غم (۱۳۶۶)
- زنجیرهای ابریشمی (۱۳۶۴)
- هیولای درون (۱۳۶۲)

### تلویزیون
| سال       | نام                            | نقش                          | کارگردان                             | توضیحات                                                                      |
| --------- | ------------------------------ | ---------------------------- | ------------------------------------ | ---------------------------------------------------------------------------- |
| ۱۳۷۶      | تله‌تئاتر «قطار ارواح»          | «جولیا»                      | رضا کرم‌رضایی                         | نویسنده: «آرنولد ریدلی»، شبکه ۲                                              |
| ۱۳۷۶      | تله‌تئاتر «جان گابریل بورکمن»   | «گونهیلد بورکمن»             | حسن فتحی                             | نویسنده: «هنریک ایبسن»، کارگردان تلویزیونی: قاسم شاکری، شبکه ۲               |
| ۱۳۶۶–۱۳۶۸ | با سلسله حکمت                  | بازیگر                       | اکبر خواجویی سیروس مقدم مرتضی جعفری  | شبکه ۱                                                                       |
| ۱۳۵۸–۱۳۶۶ | هزاردستان                      | «قمربانو» (همسر رضا خوشنویس) | علی حاتمی                            |                                                                              |
| ۱۳۶۴–۱۳۶۵ | پاییز صحرا                     | «صحرا»                       | اسدالله نیک‌نژاد                      |                                                                              |
| ۱۳۶۴      | طنزآوران جهان                  | بازیگر                       | داریوش مؤدبیان حسین فردرو            |                                                                              |
| ۱۳۵۶–۱۳۵۷ | افسانه‌های کهن ایرانی           | بازیگر                       | مروا نبیلی باربد طاهری ملک‌جهان خزایی |                                                                              |
| ۱۳۵۶      | طلاق                           | بازیگر                       | مسعود اسداللهی                       | اپیزود «فاصله»                                                               |
| ۱۳۵۳      | تله‌تئاتر «عشاق و بقیه غریبه‌ها» | بازیگر                       | حسین پرورش                           | کارگردان تلویزیونی: «فرانک دولت‌شاهی» نویسندگان: «رنه تیلور» و «جوزف بولونیا» |